# Rybokarty (jezioro)
Rybokarty – jezioro na Równinie Gryfickiej, położone w gminie Gryfice, w powiecie gryfickim, w woj. zachodniopomorskim. Na wschód od jeziora leży wieś Rybokarty.
Jego powierzchnia wynosi 11,0 ha, wysokość lustra wody to 22,0 m n.p.m..
Rybokarty znajdują się na równinie torfowej w zlewni Stuchowskiej Strugi. Jest to zarastające jezioro śródleśne położone w obniżeniu bezodpływowym, otoczone torfowiskami. Według typologii rybackiej jest to jezioro karasiowe. 
Nad wschodnim brzegiem znajduje się park zabytkowy, w którym znajduje się zabytkowy pałac rozbudowany na przełomie XIX i XX wieku w stylu angielskiego neogotyku.